# Garvebarkeg
Garvebarkeg (Lithocarpus) er en slægt med langt over 100 arter i Sydøstasien og en enkelt i Nordamerika. Det er små eller mellemstore, stedsegrønne træer med læderagtige, spredtstillede blade. Bladranden kan være hel eller tandet. Blomstringen minder om den hos Eg, dog med den forskel at her er den hanlige rakle opret. Frugten minder meget om et agern, men den har en meget hårdt forveddet skal (jf. navnet, som kommer af græsk: lithos = "sten" + carpos = "frø"). Kernen er spiselig hos nogle arter (f.eks. Lithocarpus edulis), men meget stærkt garvesyreholdig og derfor uspiselig hos de fleste andre.
Her beskrives kun de arter, som af og til ses dyrket i Danmark.
| Beskrevne arter |

- Lithocarpus densiflorus
- Lithocarpus edulis

| Andre arter |

- Lithocarpus bennettii
- Lithocarpus blumeanus
- Lithocarpus brevicaudatus
- Lithocarpus cleistocarpus
- Lithocarpus corneus
- Lithocarpus fenestratus
- Lithocarpus glaber
- Lithocarpus hancei
- Lithocarpus henryi
- Lithocarpus indutus
- Lithocarpus konishii
- Lithocarpus korthalsii
- Lithocarpus lepidocarpus
- Lithocarpus lindleyanus
- Lithocarpus polystachyus
- Lithocarpus pseudomoluccus
- Lithocarpus sootepensis
- Lithocarpus sundaicus
- Lithocarpus thomsonii
- Lithocarpus truncatus[1]

Note
1. ↑  Germplasm Resources Information Network: Species Records of Lithocarpus Arkiveret 4. november 2004 hos  Wayback Machine (engelsk)